# Obchody 900-lecia chrztu Rusi

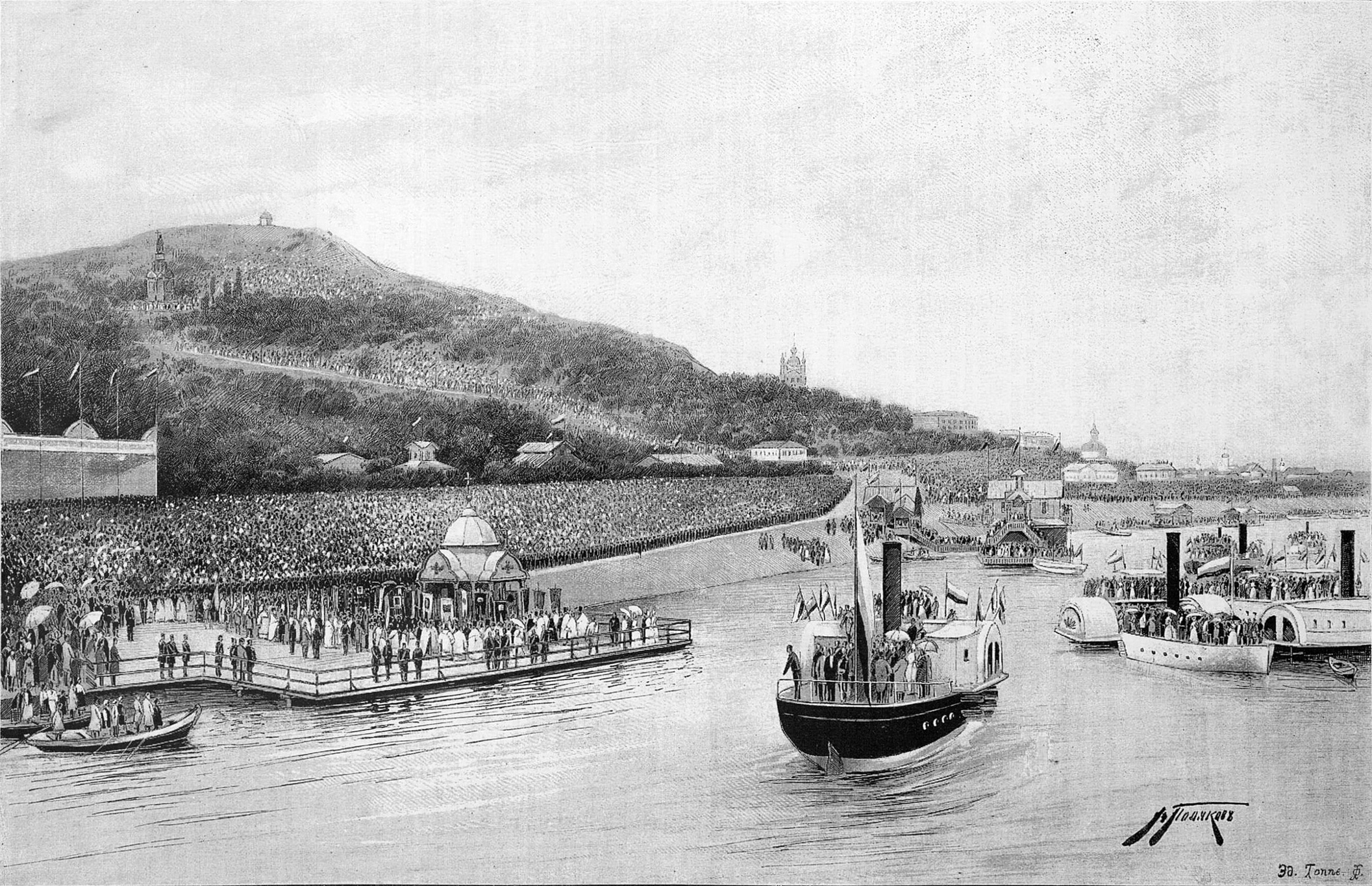
Uroczystości jubileuszu 900-lecia chrztu Rusi w Kijowie, nad Dnieprem.

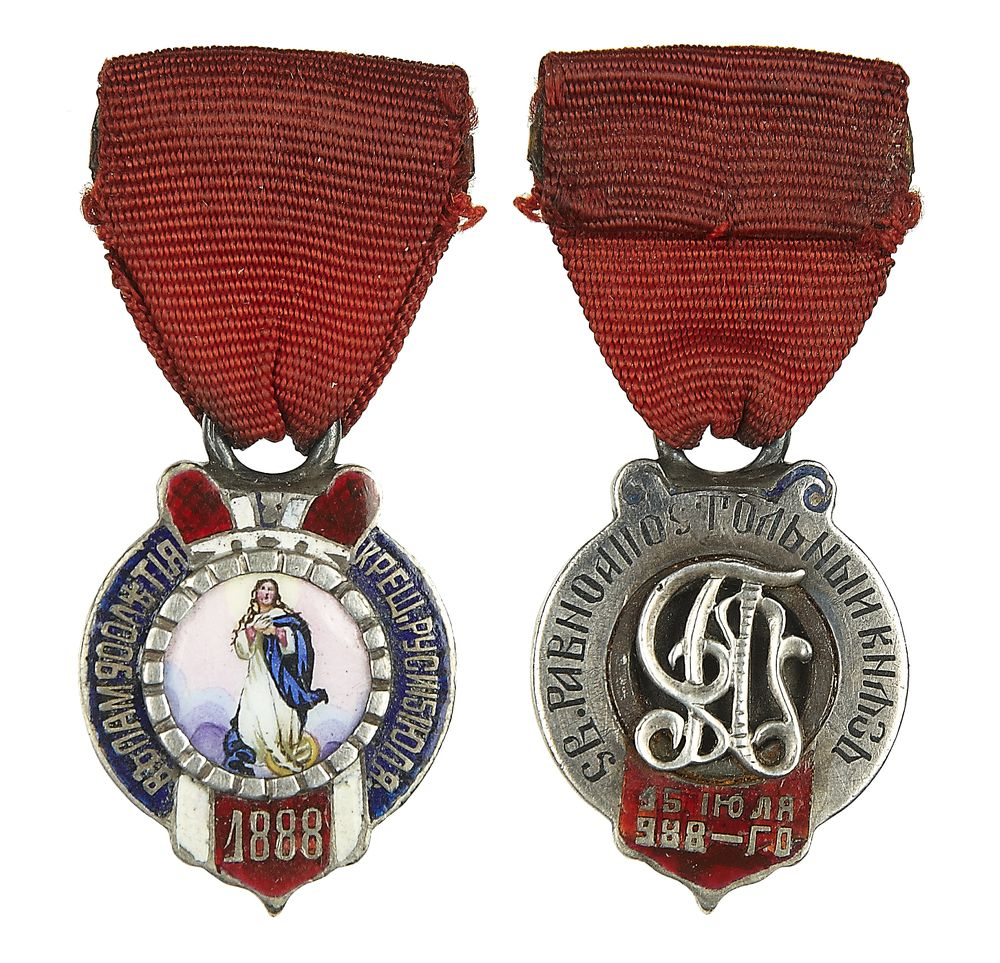
Medal pamiątkowy wybity z okazji jubileuszu 900-lecia chrztu Rusi.

Obchody 900-lecia chrztu Rusi – uroczystości o charakterze religijno-państwowym obchodzone w 1888 r. w całym Imperium Rosyjskim upamiętniające 900. rocznicę chrztu Rusi. Głównym dniem obchodów był 15 lipca.
Inicjatorem upamiętnienia 900-lecia chrztu Rusi był ówczesny prawosławny metropolita kijowski i halicki Platon, a pomysł ten wsparł oberprokurator Świątobliwego Synodu Rządzącego Konstantin Pobiedonoscew, który zapewnił akceptację Synodu i doprowadził do tego, że obchody miały charakter ogólnopaństwowy, a nie tylko lokalny, ograniczony do metropolii kijowskiej, jak planował Platon. Uroczystości zaczęły się już późną wiosną 1887 r. i obejmowały propagowanie pamięci chrztu Rusi oraz wielkiego księcia kijowskiego Włodzimierza, który doprowadził do chrztu i w związku z tym był uznany za świętego Cerkwi. Główny dzień obchodów wyznaczono na 15 lipca 1888 r., czyli na dzień wspomnienia św. Włodzimierza w Cerkwi. Harmonogram tych uroczystości był jednolity w skali kraju: w noc wigilijną odbywało się czuwanie wiernych w każdej cerkwi, a 15 VII uroczyste nabożeństwa w prawosławnych katedrach, a następnie odbywające się w honorowej asyście wojska procesje do rzeki celem święcenia wody, po których miał miejsce salut artyleryjski.